# Desmodora schulzi
Desmodora schulzi är en rundmaskart som beskrevs av Gerlach 1950. Desmodora schulzi ingår i släktet Desmodora, och familjen Desmodoridae. Arten är reproducerande i Sverige.